# Batalha do Monte Pelado
A Batalha do Monte Pelado ocorreu em 28 de agosto de 1936 e fez parte da Guerra Civil Espanhola. O seu significado é que ela foi a primeira ação de combate dos voluntários antifascistas italianas do Batalhão Matteotti e uma das primeiras ações militares do  lado republicano na frente de Aragão.
O Monte Pelado está localizado em Aragão entre Huesca e Almudévar. No verão de 1936, no local estavam refugiados cerca de 690 milicianos  nacionalistas.
A luta feroz, que começou às 17 horas e terminou às 9 horas da manhã do dia seguinte, foi vencida, apesar das grande perdas, pelos italianos e anarquistas espanhóis da coluna Francisco Ascaso.
Entre aqueles que lutaram na batalha, havia o socialista Carlo Rosselli, os anarquistas Camillo Berneri, Maria Zazzi, Leonidas Mastrodicasa. e Albert O. Hirschman do POUM
Entre os voluntários italianos mortos estavam o republicano Mario Angeloni, comandante da Coluna, os anarquistas Michele Centrone, Vincenzo Perrone, Fosco Falaschi, o "giellista" Giuseppe Zuddas e o comunista Attilio Papparotto. 